# Antropismo
Antropismo (AFI: [ˌænθɹəˈpismu], do grego original ἄνθρωπισμός, transliterado anthropos = "ser humano" + ismo = suf. subst.) é a doutrina ou escola de pensamento filosófico que consiste no estudo dos princípios que consideram o homem contrário a toda a natureza e semelhante a Deus. Pode-se denominar também de antropismo o conjunto desses mesmos princípios.
Algumas vezes se utiliza antropia como forma sinônima de antropismo. Contudo, dado antropia ter significação diferenciada, própria, deve-se evitar tal sinonímia. (Ver: antropia).
Frequentemente também se confunde antropismo com antropocentrismo, conquanto sejam conceitos diversos.

## Antropismo e teísmo
Antropismo pode ser contraposto a teísmo, na medida em que este identifica a ideia de Deus com o princípio soberano do Universo. Para o antropismo, a concepção é quase-contrária.